# Entomophthora rivularis
Entomophthora rivularis är en svampart som beskrevs av S. Keller, Niell & Santam. ex S. Keller 2004. Entomophthora rivularis ingår i släktet Entomophthora och familjen Entomophthoraceae.   Inga underarter finns listade i Catalogue of Life.